# 地獄変
『地獄変』（じごくへん）は、芥川龍之介の短編小説。説話集『宇治拾遺物語』の「絵仏師良秀家の焼くるを見て悦ぶ事」を基に、芥川が独自に創作したものである。初出は1918年（大正7年）5月1日から22日まで『大阪毎日新聞』『東京日日新聞』に連載され、1919年（大正8年）1月15日に新潮社刊行の作品集『傀儡師』に収録された。主人公である良秀の「芸術の完成のためにはいかなる犠牲も厭わない」姿勢が、芥川自身の芸術至上主義と絡めて論じられることが多く、発表当時から高い評価を得た。なお、『宇治拾遺物語』では主人公の名の良秀を「りょうしゅう」と読むが、本作では「よしひで」としている。
破棄されたと見られていた直筆原稿のうち2枚が、2007年（平成19年）12月に岡山県倉敷市で見つかり、同時に未完作『邪宗門』の原稿も発見された。

## あらすじ
時は平安時代。20年来、堀川の大殿（）に奉公してきた人物が、大殿について振り返り、いかに偉大で尊敬されていたかを語る。様々な逸話があるなかで大殿でさえも驚いたほどに恐ろしい、地獄変の屏風絵の由来について語り始める。
当時、良秀（）は、並び立つ者はいないといわれるほどの名高い絵師だった。歳は50くらい、背の低い痩せた老人で、偉そうにして人を見下し、誰からも嫌われていた。そんな良秀も15になる娘のことは、とても可愛がっていた。早くに母親をなくしたせいか、思いやり深く、利口で、よく気が利く娘であった。大殿に命じられ、娘は大殿の邸（）に小女房として上がっていた。そのことが良秀には不服だった。大殿から絵の褒美に何が欲しいか問われると、娘を返して欲しいと答えた。大殿は「だめだ」と返した。そのようなことが何度かあり、大殿の心象を悪くしていった。
ある時、大殿は地獄変の屏風絵を描くように良秀に命じた。地獄変に描く絵の参考にするために良秀は弟子を鎖で縛り上げたり、ミミズクに襲わせたりして、弟子たちは散々な目にあわされた。下絵が8割くらい出来たところで進まなくなった。良秀は陰気になり物言いも荒くなり、どうかすると塗り消してしまいかねない様子だった。弟子たちは散々な目にあわされたことで良秀に近づかないようにしていたため理由はわからなかった。良秀は涙もろくなり、人のいないところで泣いていることもあった。その一方で、邸では良秀の娘が泣いている姿が見られるようになった。大殿様がいうことをきかせようとしているとの噂が立っていた。
夜、邸の廊下を歩いていた「語り手」は、ある部屋から人が争うような気配がすることに気がついた。狼藉者なら捕まえてやろうと調べると、そこにいたのは服の乱れた良秀の娘だった。逃げていくもう一人を指差して、あれは誰なのか娘に尋ねたが、娘は唇をかみしめて首を振り、答えなかった。
しばらくして、良秀は大殿の邸に行き、大殿に向かって「燃え上がる檳榔毛（）の車の中で上﨟（）が苦しむところが、どうしても描けません。私は見たものしか描けません。車を燃やして見せてください」と訴えた。さらに「もし、できることなら」と言いかけたところで、大殿は笑って「お前の望み通りにしてやる。あでやかな女を一人、上﨟の装いをさせて乗せてやろう。車のなかで女がもだえ死ぬところを描こうとするとは、さすがだ」と言った。それを聞いた良秀は青ざめ、低い声で礼を述べた。
数日後の夜、良秀は都から離れた荒れた屋敷に呼び出された。これから火にかけられる車には鎖にしばられた女が乗せられていた。身なりは違うが良秀の娘だった。驚いた良秀が車に駆け寄ろうとすると、侍が刀に手をかけ良秀をにらんだ。大殿が命じて、すぐに車に火がかけられ、みるみる燃え上がった。良秀は足を止め、手を車に伸ばしたまま苦しそうな凄まじい顔で炎を眺めた。大殿は唇を噛んで時々気味悪く笑いながら車を見つめた。やがて、車は炎の柱となり、車のなかは黒い煙の底に隠された。良秀は両腕を組んで立ち、炎を見つめた。顔には言葉では表わせない輝きを浮かべ、その姿は獅子王の怒りに似た人間とは思えないくらいの厳かさがあった。周りの者たちは、仏でも見るかのように良秀を見つめた。ただ、大殿だけは、別人のように、青ざめて、獣のようにあえいでいた。
この出来事が世間に知られると批判の声が上がり様々な噂が立った。なかでも、かなわぬ恋が原因だろうとの噂が一番多かった。しかし、大殿が言うことには、絵のために娘を犠牲にしようとした良秀をこらしめるためであった。
ひと月後、良秀は地獄変の屏風絵を描き終え、早速、大殿の邸へ持っていった。そのとき、良秀をよく思わない僧侶も居合わせていたが、絵を見ると「でかしおった」と言い、それを聞いた大殿は苦笑いをした。それからは、邸で良秀を悪く言う者はいなくなった。
屏風が出来上がった次の夜、良秀は自分の部屋で首をつり、この世を去った。

## 歌舞伎作品
芥川龍之介の原作を元に三島由紀夫が1953年（昭和28年）11月18日に1幕2場の竹本劇（義太夫語りを含む歌舞伎）の歌舞伎台本『地獄変』を書き下ろし、同年12月5日に歌舞伎座で中村吉右衛門劇団により、中村歌右衛門、中村勘三郎らの共演で初演された。これは三島の最初の歌舞伎戯曲で、浄瑠璃の文体を苦労して再現した作品である。
始め歌舞伎座の方から劇化の話を受けた三島は、1953年（昭和28年）秋頃に正式に執筆依頼をされて一か月ほどで仕上げた。三島は〈現代語や中途半端の新歌舞伎調セリフの新作がきらひ〉で、いつの日か〈形式もセリフもことごとく歌舞伎に則つた新作を書きたい〉と考えていたために、その依頼は〈渡りに舟〉ですぐに快諾した。
台本は1955年（昭和30年）7月20日刊行の『ラディゲの死』（新潮社）、1962年（昭和37年）3月20日刊行の『三島由紀夫戯曲全集』（新潮社）などに収録された。翻訳版は、中国の申非訳（中題：地獄図）で行われている。

### 公演
- 12月興行 中村吉右衛門劇団大歌舞伎
  - 1953年（昭和28年）12月5日 - 26日 東京・歌舞伎座
  - 演出：久保田万太郎。
  - 出演：中村歌右衛門、中村勘三郎、松本幸四郎、市川中車、中村芝鶴、市川八百蔵、ほか
  - ※ 第二部、長谷川伸作『刺青奇偶』ほかと併演。
  - ※ 1953年（昭和28年）12月23日にNHKテレビで舞台中継。

- 9月興行大歌舞伎
  - 1954年（昭和29年）9月3日 - 26日 大阪・大阪歌舞伎座
  - 演出：郷田悳。補綴：川尻清譚。振付：藤間勘十郎。
  - 出演：坂東鶴之助、片岡仁左衛門、坂東蓑助、林又一郎、市川寿美蔵、ほか
  - ※ 夜の部、岡本綺堂作『箕輪の心中』ほかと併演。

- 6月花形歌舞伎
  - 1978年（昭和53年）6月3日 - 27日 東京・新橋演舞場
  - 演出：中村歌右衛門、戌井市郎。
  - 出演：坂東玉三郎、中村吉右衛門、片岡孝夫、市川男女蔵、坂東蓑助、ほか
  - ※ 夜の部、『藤娘』ほかと併演。

### おもな収録本
- 『ラディゲの死』（新潮社、1955年7月20日）
  - B6判。紙装。機械函。青色帯。全226頁。
  - 収録作品：「花火」「離宮の松」「水音」「新聞紙」「不満な女たち」「卵」「海と夕焼」「旅の墓碑銘」「ラディゲの死」「地獄変」「鰯売恋曳網」「あとがき」

#### 全集収録
- 『三島由紀夫戯曲全集』（新潮社、1962年3月20日）
  - 四六判。2段組。背角革紙継ぎ装。天金。貼函。
  - 収録作品：「只ほど高いものはない」「夜の向日葵」「若人よ蘇れ」「白蟻の巣」「鹿鳴館」「ブリタニキュス」「薔薇と海賊」「女は占領されない」「熱帯樹」「黒蜥蜴」「十日の菊」「火宅」「愛の不安」「灯台」「ニオベ」「聖女」「船の挨拶」「三原色」「演出覚書（三原色）」「大障碍」「朝の躑躅」「近代能楽集（邯鄲、綾の鼓、卒塔婆小町、葵上、班女、道成寺、熊野、弱法師）」「あやめ」「艶競近松娘」「地獄変」「溶けた天女」「鰯売恋曳網」「熊野」「芙蓉露大内実記」「むすめごのみ帯取池」
  - ※「近代能楽集」には「外国に於ける上演目録」が欧文で記載。
- 『三島由紀夫全集21（戯曲II）』（新潮社、1974年12月25日）
  - 装幀：杉山寧。四六判。背革紙継ぎ装。貼函。
  - 月報：矢代静一「とりとめもないこと」。《評伝・三島由紀夫 20》佐伯彰一「伝記と評伝（その11）」。《同時代評から 20》虫明亜呂無「『わが友ヒットラー』をめぐって」
  - 収録作品：「地獄変」「葵上」「若人よ蘇れ」「溶けた天女」「ボン・ディア・セニョーラ」「鰯売恋曳網」「班女」「熊野」「三原色」「船の挨拶」「白蟻の巣」「芙蓉露大内実記」「大障碍」「鹿鳴館」「道成寺」
  - ※ 同一内容で豪華限定版（装幀：杉山寧。総革装。天金。緑革貼函。段ボール夫婦外函。A5変型版。本文2色刷）が1,000部あり。
- 『三島由紀夫戯曲全集 上巻』（新潮社、1990年9月10日）
  - 四六判。2段組。布装。セット機械函。
  - 収録作品：「東の博士たち」「狐会菊有明」「あやめ」「火宅」「愛の不安」「灯台」「ニオベ」「聖女」「魔神礼拝」「邯鄲」「綾の鼓」「艶競近松娘」「卒塔婆小町」「紳士」「只ほど高いものはない」「夜の向日葵」「室町反魂香」「地獄変」「葵上」「若人よ蘇れ」「溶けた天女」「ボン・ディア・セニョーラ」「鰯売恋曳網」「ボクシング」「班女」「恋には七ツの鍵がある」「熊野」「三原色」「船の挨拶」「白蟻の巣」「芙蓉露大内実記」「大障碍」「鹿鳴館」「オルフェ」「道成寺」「ブリタニキュス」「朝の躑躅」「薔薇と海賊」「むすめごのみ帯取池」〔初演一覧〕
  - ※ 下巻と2冊組での刊行。
- 『決定版 三島由紀夫全集22巻 戯曲2』（新潮社、2002年9月10日）
  - 装幀：新潮社装幀室。装画：柄澤齊。四六判。貼函。布クロス装。丸背。箔押し2色。
  - 月報：小林信彦「同時代の一読者として」、岸田今日子「わたしの中の三島さん」、〔天球儀としての劇場2〕田中美代子「詩から戯曲へ」
  - 収録作品：「室町反魂香」「地獄変」「葵上」「若人よ蘇れ」「溶けた天女」「ボン・ディア・セニョーラ」「鰯売恋曳網」「ボクシング」「班女」「恋には七ツの鍵がある」「熊野」「三原色」「船の挨拶」「白蟻の巣」「芙蓉露大内実記」「大障碍」「鹿鳴館」「『溶けた天女』創作ノート」「『鹿鳴館』創作ノート」

## 映像作品

### 映画
1969年に『地獄変』として映画化された。東宝製作。1969年9月20日公開。カラー・シネマスコープ作品。95分。

#### スタッフ
- 監督：豊田四郎
- 製作：田中友幸
- 脚本：八住利雄
- 音楽：芥川也寸志
- 編集：黒岩義民

#### キャスト
- 中村錦之助：堀川の大殿
- 仲代達矢：絵師・良秀
- 内藤洋子：娘・良香
- 大出俊：弟子・弘見
- 下川辰平：弟子・成岡
- 内田喜郎：弟子・金茂
- 中村吉十郎：公卿
- 鈴木治夫：側近の者
- 天本英世：家人
- 大久保正信：使者
- 音羽久米子：女房
- 猪俣光世：小女房
- 沢村いき雄：大史
- 今福正雄：老人

#### 同時上映
『奇々怪々 俺は誰だ?!』

#### 映像ソフト
1997年11月1日、本作を収録したVHSビデオソフトが東宝から発売された。

### テレビドラマ
- 舞踊ホール『地獄変』（NHK教育テレビ） 1962年（昭和37年）6月2日 21時00分 - 22時00分
  - 脚本：三島由紀夫。脚色：松浦竹夫。演出：三枝孝栄
  - 出演：坂東蓑助、柳永二郎、鳳八千代、文野朋子、平田守、内田稔
  - ※ 舞踊劇として放映。終了後に三島由紀夫が出演し、斉藤光太郎アナウンサーと対談。

## その他
- あらすじで楽しむ世界名作劇場 - 番組内の作品の一つ。市川春猿プロデュースによる影絵と春猿の歌舞伎の併用。
- エスパー魔美 - 「リアリズム殺人事件」の回で本作を忠実に再現しようとした映画監督のエピソードが描かれる。
- 地獄変 - 作画：一峰大二、構成：塚本裕美子。暁教育図書『コミグラフィック. 日本の文学』の一編。1988年。[11]

### 小説
- 『地獄変』：新字旧仮名 - 青空文庫
- 『地獄変』：旧字旧仮名 - 青空文庫
- 『地獄変』 - 国立国会図書館デジタルコレクション
- 『絵仏師良秀』現代語訳 - マナペディア
- 橋浦洋志「「地獄変」考」『茨城大学教育学部紀要 人文・社会科学・芸術』第35号、茨城大学教育学部、1986年3月、21-34頁、ISSN 0386765X、NAID 40004439103。
- 芥川龍之介「地獄変」への一考察 -<絵師良秀>と<父良秀>- - 大阪教育大学附属図書館
- 木股知史「芥川龍之介『地獄変』覚書 : イメージの相互関連性の視点から」『甲南大學紀要. 文学編』第167号、甲南大学文学部、2017年3月、一-十五、doi:10.14990/00002343、ISSN 0454-2878、NAID 120006246629。

### 映画
- 地獄変 - allcinema
- 地獄変 - KINENOTE